# Jagdschloss Bracht
Koordinaten: 50° 55′ 16″ N, 8° 50′ 48″ O

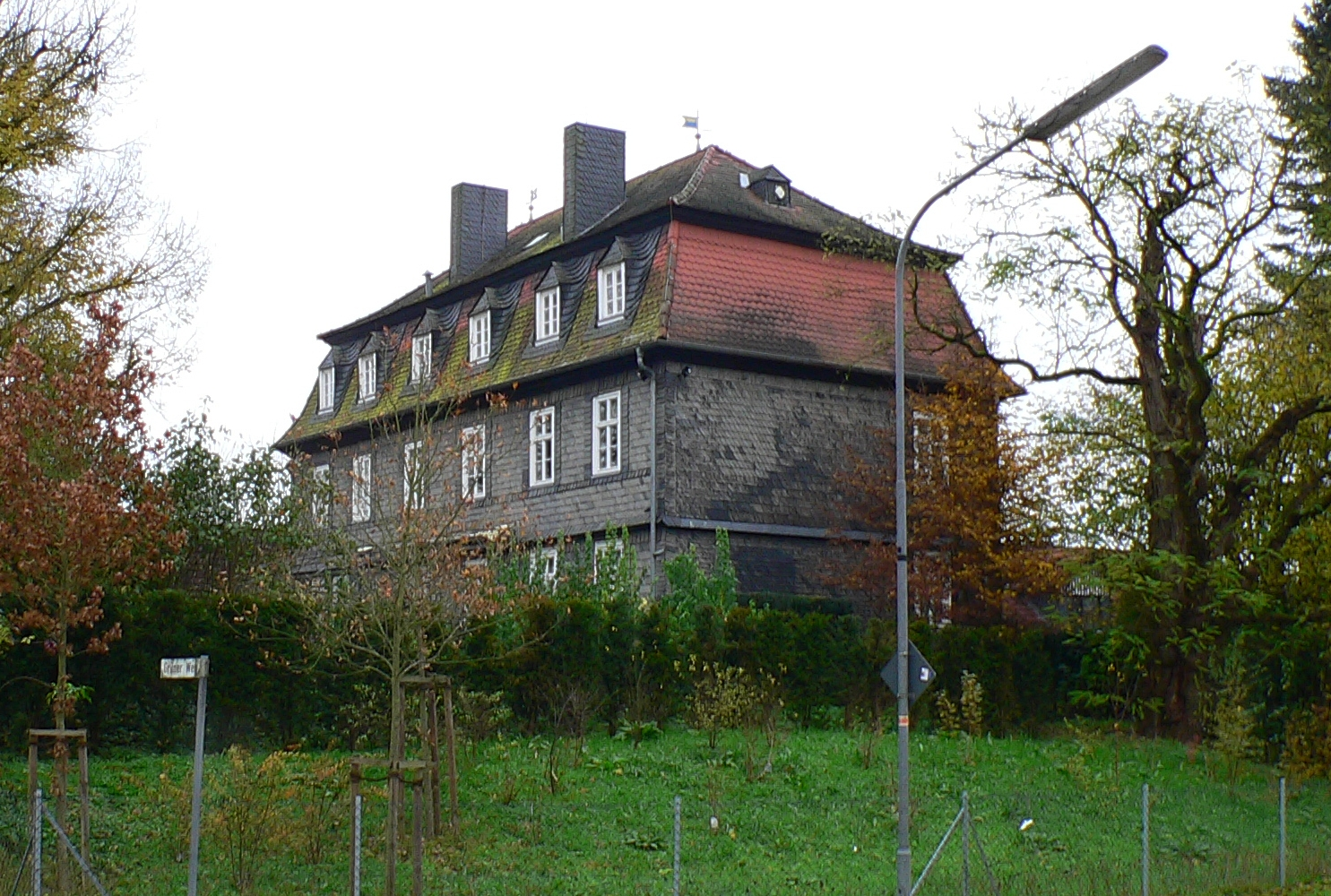
Jagdschloss Bracht

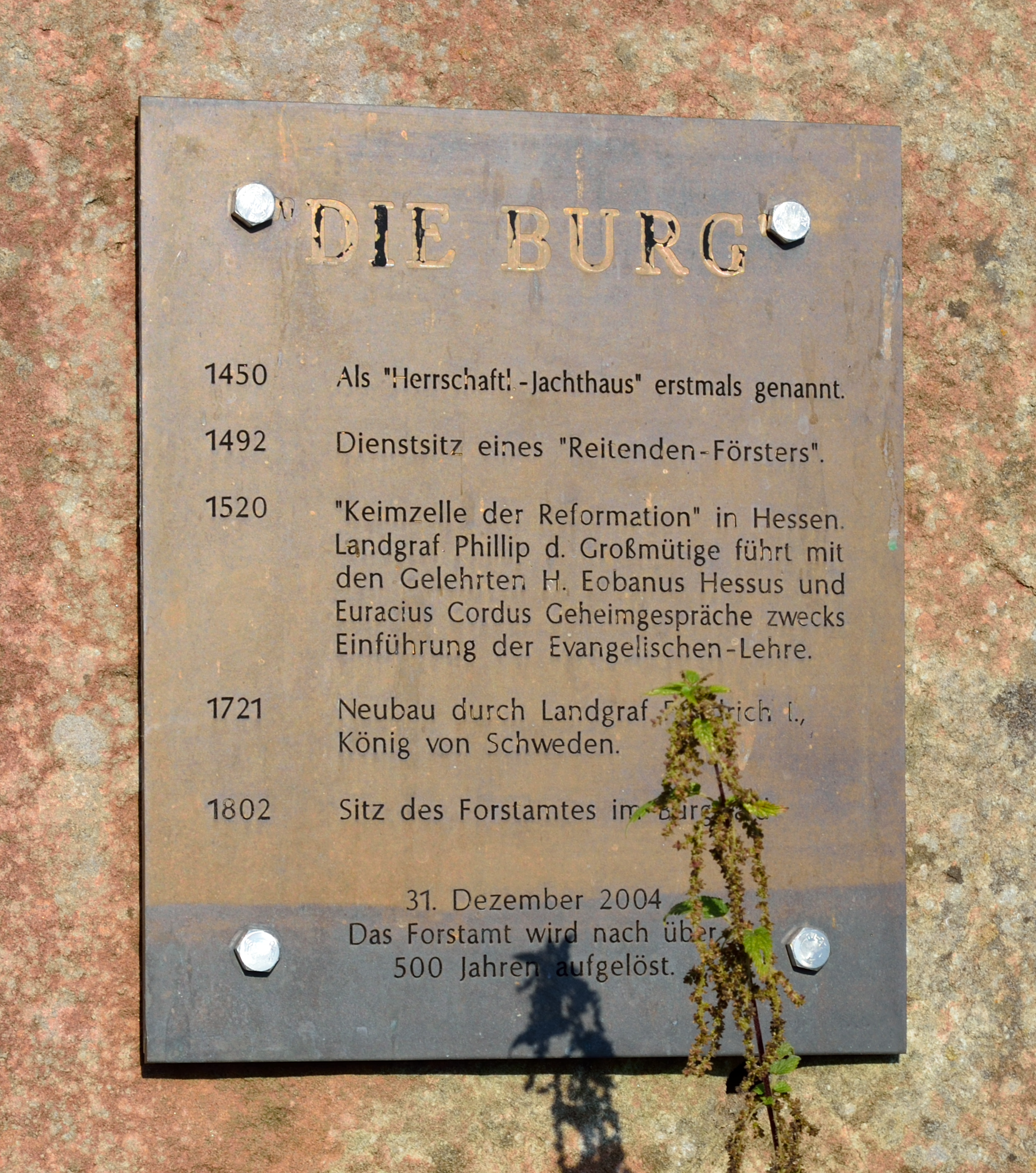
Gedenktafel am ehemaligen Jagdschloss

Das Jagdschloss Bracht, auch Burg Bracht genannt, ist ein ehemaliges Jagdschloss und späteres Forstamt im Burgwald (Herrenweg). Es steht am nordwestlichen Ortsrand von Bracht, einem Ortsteil der Gemeinde Rauschenberg im Landkreis Marburg-Biedenkopf in Hessen, an der Ostseite der Rosenthalerstraße (L 3077), Ecke Grüner Weg.

## Geschichte
Auf den Grundmauern eines um 1280 erbauten Hauses, 1450 als „Herrschafts-Jachthaus“ erstmals genannt, 1492 als Dienstsitz eines Reitenden Försters erwähnt, wurde 1721 bis 1744 das Jagdschloss, ein damals mächtiges Fachwerkhaus, durch Landgraf Friedrich von Hessen-Kassel erbaut. Die Landgrafen von Hessen besaßen seit 1464 das alleinige Jagdrecht im Burgwald. Der sogenannte „Herrenweg“ verbindet mitten durch den Burgwald das Jagdschloss Bracht mit dem von 1480 bis 1484 erbauten Jagdschloss Wolkersdorf. Von 1802 bis zum 31. Dezember 2004 war das Jagdschloss Bracht dann Sitz des Forstamtes im Burgwald.

## Anmerkung
Eine Gedenktafel erinnert daran, dass hier im 16. Jahrhundert hessische Geschichte geschrieben wurde. 1520 führte der damalige Landgraf Philipp I., genannt der Großmütige, geheime Gespräche mit einem reformfreudigen jungen Mann, dem Mediziner Euricius Cordus, einem Bekenner der Lehren Martin Luthers, und dem Humanisten Helius Eobanus Hessus, der für die Befreiung der Wissenschaft vom Zwang religiöser Dogmen eintrat. Das Ziel war, die protestantische Lehre in Hessen einzuführen. Mit der hessischen Polizeiordnung von 1524 förderte Philipp dann die protestantische Lehre und wurde zum Vorkämpfer der Reformation.

## Baubeschreibung
Der auf steinernem Sockel erbaute zweigeschossige, sechsachsige Fachwerkbau von etwa 14 × 7 m Grundfläche besitzt ein hohes Mansardwalmdach mit ebenfalls sechs Dachgauben und Freitreppe zum einfachen Eingangsportal. Das Fachwerk wurde einst durch Schindeln verdeckt, die inzwischen wieder entfernt wurden.